# ألويسيوس جي. كيسي
ألويسيوس جي. كيسي (بالإنجليزية: Aloysius G. Casey)‏ هو قائد عسكري أمريكي، ولد في 1 مارس 1932 في كربونديل في الولايات المتحدة.